# Orobanche caryophyllacea
Genre
Classification phylogénétique
L'orobanche caryophyllacea ou orobanche à odeur d’œillet est une plante holoparasite, non-chlorophyllienne de la famille des Orobanchaceae.

## Étymologie
Le nom de l'espèce Caryophyllacea vient sûrement de caryophyllus, nom donné à l'œillet commun. 

## Description
L'orobanche caryophyllacea est une plante de 20-60 cm à poils glanduleux, d'un tige jaunâtre à rougeâtre à peine renflée à la base, avec des écailles (feuilles réduites) longues de 15-25 mm, des fleurs de 20-30 mm, une inflorescence en épi lâche à odeur de girofle et un stigmate d'un pourpre noirâtre.
C'est un parasite des gaillets et autres rubiacées.